# Les Aventures de Petit Ours Brun
Pour les articles homonymes, voir Petit Ours Brun (homonymie).
Les Aventures de Petit Ours Brun est une série télévisée d'animation française en 52 épisodes de trois minutes, créée d'après le personnage éponyme de Claude Lebrun et Danièle Bour. Elle est diffusée entre le 20 octobre 2003 et le 26 août 2022 sur France 5 dans l'émission Les Zouzous puis dans les émissions Ludo Zouzous, Zouzous et Okoo, mais également sur France 3 dans l'émission France Truc le 5 juillet 2005 et Playhouse Disney puis Disney Junior[réf. nécessaire].  
Au Québec, elle a été diffusée à partir du 13 septembre 2004 à Télé-Québec.
La série reprend l'univers de la première adaptation Petit Ours Brun, diffusée à partir de 1988.

## Synopsis
Au travers des aventures d'un ourson, cette série met en scène la vie d'un enfant de 3 ans dans des situations quotidiennes et universelles.

## Distribution
- Antoine Bonnaire : Petit Ours Brun[4]
- Ivana Coppola : Maman Ours
- Pierre Forest : Papa Ours
- Isabelle Giami : la narratrice
- John Dindinaud-Ferrere et Florine Orphelin : voix secondaires

## Épisodes
1. Petit Ours Brun se lève tôt
2. Petit Ours Brun a perdu son doudou
3. Petit Ours Brun et le bébé
4. Petit Ours Brun prend son bain
5. Petit Ours Brun a des petits malheurs
6. Petit Ours Brun ne veut pas prêter ses jouets
7. Petit Ours Brun veut un gâteau
8. Petit Ours Brun a peur du loup
9. Petit Ours Brun fait de l'escalade
10. Petit Ours Brun n'a pas sommeil
11. Petit Ours Brun range ses jouets
12. Petit Ours Brun fait de la luge
13. Petit Ours Brun est en colère contre maman
14. Petit Ours Brun a une faim de loup
15. Petit Ours Brun se perd au marché
16. Petit Ours Brun fait des boules de neige
17. Petit Ours Brun aime les pique-niques
18. Petit Ours Brun est tout fou
19. Petit Ours Brun part à l'aventure
20. Petit Ours Brun veut s'habiller tout seul
21. Petit Ours Brun trouve un copain
22. Petit Ours Brun va dormir chez son cousin
23. Petit Ours Brun joue à la dînette
24. Petit Ours Brun fait des crêpes
25. Petit Ours Brun a un secret
26. Petit Ours Brun prend le train
27. Petit Ours Brun découvre la mer
28. Petit Ours Brun fait un bonhomme de neige
29. Petit Ours Brun rentre à l'école
30. Petit Ours Brun découvre la ferme
31. Petit Ours Brun peint partout
32. Petit Ours Brun est amoureux
33. Petit Ours Brun jardine
34. Petit Ours Brun est un super héros
35. Petit Ours Brun aime trop les bonbons
36. Petit Ours Brun attend Noël
37. Petit Ours Brun fait du roller
38. Petit Ours Brun va à la pêche
39. Petit Ours Brun a de la fièvre
40. Petit Ours Brun va à la piscine
41. Petit Ours Brun fait des farces
42. Le Noël de Petit Ours Brun
43. Petit Ours Brun a trop chaud
44. Petit Ours Brun ne veut plus faire la sieste
45. L'anniversaire de Petit Ours Brun
46. Petit Ours Brun part en vacances
47. Petit Ours Brun s'amuse avec le chat
48. Petit Ours Brun aide maman
49. Petit Ours Brun et la baby-sitter
50. Petit Ours Brun ne veut pas manger sa soupe
51. Petit Ours Brun veut téléphoner
52. Petit Ours Brun casse son jouet